# Carrazeda de Ansiães
Carrazeda de Ansiães là một huyện thuộc tỉnh Bragança, Bồ Đào Nha. Huyện này có diện tích 279 km², dân số thời điểm năm 2001 là 7642 người.